# Fernando Carlos de Austria
Fernando Carlos de Austria (Ferdinand Karl Anton Joseph Johann Stanislaus; Palacio de Schönbrunn, Viena, 1 de junio de 1754 - Viena, 24 de diciembre de 1806), decimocuarto hijo de María Teresa I de Austria y  Francisco I. Fue Archiduque de Austria, Gobernador del Ducado de Milán, Duque de Brisgovia y Ortenau, y designado sucesor de la Casa de Este de Módena y Reggio, de la que su esposa María Beatriz de Este era la última descendiente (pero sin derecho de sucesión en aplicación de la ley sálica).

## Biografía

### Infancia

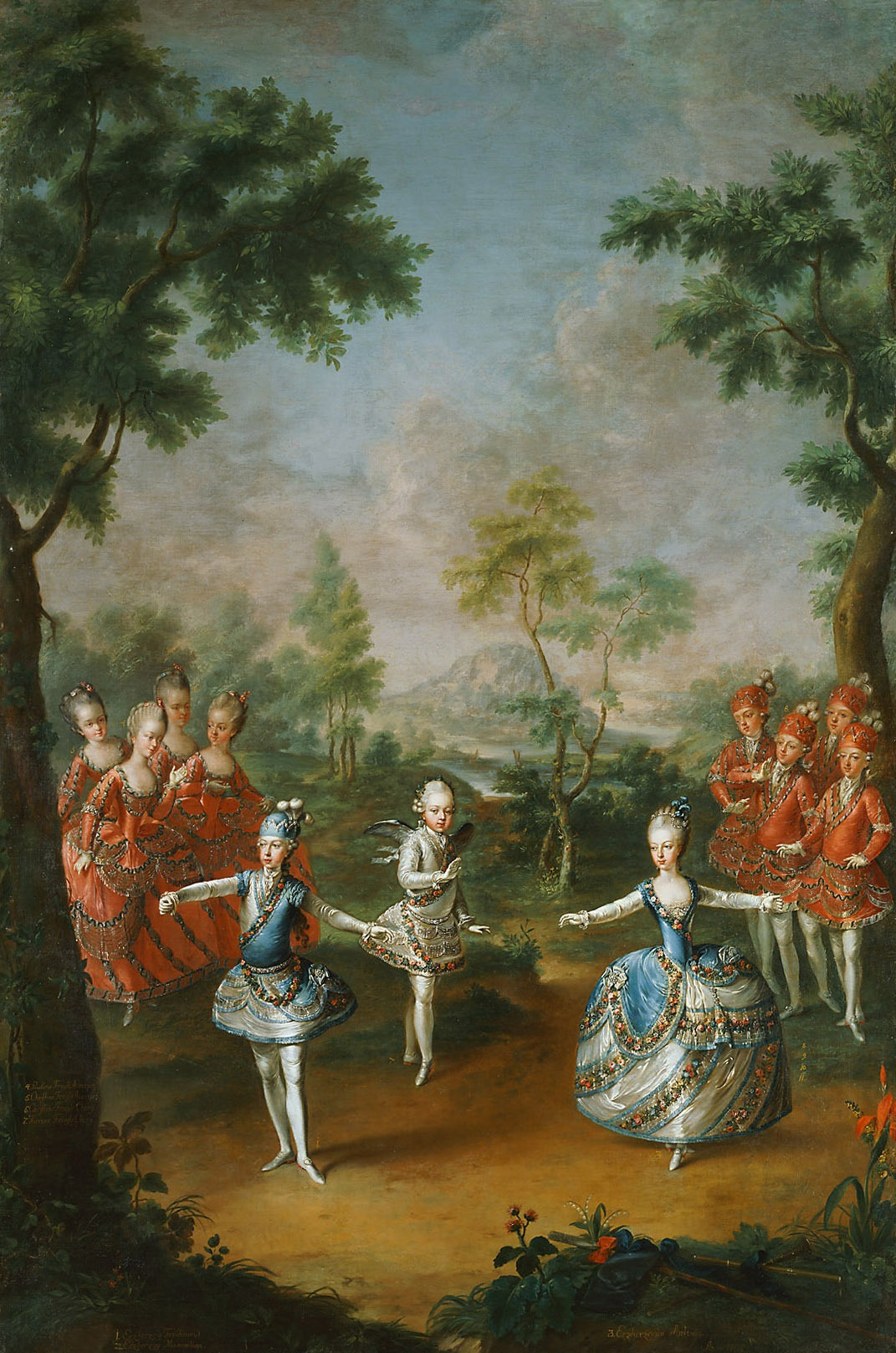
El archiduque Fernando interpreta al novio, su hermana, la archiduquesa María Antonieta a la novia y su hermano Maximiliano a Cupido. La ocasión de la obra se debió al casamiento de su hermano mayor José con la princesa Josefa de Baviera el 23 de enero de 1765.

Fernando nació en el Palacio de Schönbrunn en Viena durante el esplendor del reinado de sus padres, en el seno de una familia numerosa que sufriría los efectos de la viruela, enfermedad que acabó con la vida de algunos de sus hermanos. Se cuenta que siendo niño, su padre les regaló a él y a su hermano Maximiliano Francisco una complicada máquina para acuñar monedas, con la idea de que les sirviera para aprender la lección sobre el esfuerzo y trabajo necesarios para conseguir las cosas. Ejerció de preceptor suyo Carlo Antonio Martini, personaje ilustrado de la época que fue muy apreciado por el joven Fernando.

### Gobernador de Milán
Fernando fue prometido en matrimonio a María Beatriz de Este (1750-1829), nieta de Francisco III de Este, Duque de Módena, que era cuatro años mayor que él. María Teresa tenía mucho interés en unir la Casa de Habsburgo con la de Este, enquanto Francisco III queria evitar que, com a provável extinção da linha masculina Este, o antigo ducado familiar desaparecesse da história, sendo simplesmente reabsorvido, como um feudo imperial convertido vacante, pelo resto dos domínios dos Habsburgo.
No início de 1771, a Dieta Imperial Perpétua de Ratisbona ratificou a designação de Fernando Carlos para a futura investidura imperial como duque de Modena e Reggio, e, em 15 de outubro, a cerimônia de casamento poderia finalmente ser celebrada em Milán, onde o novo casal se estabeleceu definitivamente, tendo Francisco III "voltou" para seu novo nieto adquiriu o cargo interino de governador que ocupava desde a assinatura dos acordos de casamento, como forma de garantia dos mesmos. Para la celebración, se estrenaron las óperas Il Ruggiero de Johann Adolph Hasse y Ascanio in Alba de Mozart.
En honor a la pareja, la emperatriz ordenó la construcción de la Villa real de Monza.
Tras el incendio que afectó en 1776 el Teatro ducal de Milano, Fernando se convierte en promotor de la construcción del Teatro de La Scala (1778) y del Teatro Lírico de Milán (1779).
Según las instrucciones inapelables de su madre, Fernando no debía inmiscuirse en los asuntos de gobierno ni entorpecer el trabajo de los funcionarios austríacos que gobernaban realmente. Su obligación se limitaba a la representación de su rango aristocrático.
María Teresa, en efecto, estaba muy preocupada por las debilidades y falta de talento político de su hijo. Le escribió cerca de seiscientas cartas reprendiéndolo y dándole consejos para que se convirtiera en un modelo para sus súbditos. La Emperatriz era de la idea que un gobernante debería encarnar todas las virtudes y así ser un ejemplo de conducta y admiración para su pueblo. Escribió incluso a su nuera, a quien tenía en gran estima, instándola a influenciar positivamente a su hijo.

### Descendencia

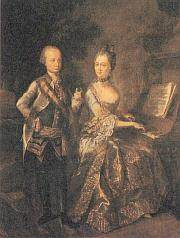
Fernando y María Beatriz.

La pareja tuvo diez hijos, miembros de la línea Habsburgo-Este:
- José Francisco (1772)
- María Teresa (1773-1832), casada con Víctor Manuel I de Cerdeña;
- Josefa (1775-1777)
- María Leopoldina (1776-1848), casada con Carlos Teodoro, elector de Baviera;
- Francisco (1779-1846), Duque de Módena, casado con su sobrina María Beatriz Victoria de Saboya;
- Fernando Carlos (1781-1850), Comandante en Jefe del Ejército Austríaco durante las Guerras Napoleónicas.
- Maximiliano José (1782-1863), Gran Maestre de los Caballeros Teutónicos;
- María Antonia (1784-1786)
- Carlos Ambrosio (1785-1809), Arzobispo de Budapest;
- María Luisa (1787-1816), casada con su primo Francisco I de Austria.

Fernando tuvo un hijo ilegítimo con Charlotte Mosshofer, una criada:
- Francisco(1770-1827), ostentaba el título de Barón de Schwind.

## Títulos y tratamientos
| ● 1754-1803: | Su alteza imperial y real Fernando de Habsburgo-Lorena, príncipe real de Hungría y de Bohemia, archiduque de Austria                            |
| ● 1803-1805: | Su alteza real el príncipe real de Hungría y de Bohemia, archiduque de Austria, duque de Brisgovia, duque titular de Módena, Reggio y Mirandola |
| ● 1805-1806: | Su alteza real el príncipe real de Hungría y de Bohemia, archiduque de Austria, duque titular de Módena, Reggio y Mirandola                     |

## Ascendencia
| Fernando | Padre: Francisco I del Sacro Imperio Romano Germánico | Abuelo paterno: Leopoldo I de Lorena                         | Bisabuelo paterno: Carlos V de Lorena                      |
| Fernando | Padre: Francisco I del Sacro Imperio Romano Germánico | Abuelo paterno: Leopoldo I de Lorena                         | Bisabuela paterna: Leonor María Josefa de Habsburgo        |
| Fernando | Padre: Francisco I del Sacro Imperio Romano Germánico | Abuela paterna: Isabel Carlota de Borbón-Orleans             | Bisabuelo paterno: Felipe I de Orleans                     |
| Fernando | Padre: Francisco I del Sacro Imperio Romano Germánico | Abuela paterna: Isabel Carlota de Borbón-Orleans             | Bisabuela paterna: Isabel Carlota de Baviera               |
| Fernando | Madre: María Teresa I de Austria                      | Abuelo paterno: Carlos VI del Sacro Imperio Romano Germánico | Bisabuelo materno: Leopoldo I de Habsburgo                 |
| Fernando | Madre: María Teresa I de Austria                      | Abuelo paterno: Carlos VI del Sacro Imperio Romano Germánico | Bisabuela materna: Leonor Magdalena de Palatinado-Neoburgo |
| Fernando | Madre: María Teresa I de Austria                      | Abuela materna: Isabel Cristina de Brunswick-Wolfenbüttel    | Bisabuelo materno: Luis Rodolfo de Brunswick-Lüneburgo     |
| Fernando | Madre: María Teresa I de Austria                      | Abuela materna: Isabel Cristina de Brunswick-Wolfenbüttel    | Bisabuela materna: Cristina Luisa de Oettingen-Oettingen   |